# Ундария перистая
Ундария перистая (лат. Undaria pinnatifida) — вид бурых водорослей из рода Ундария (Undaria). Более известна под своим кулинарным названием как водоросль вакамэ (яп. 若布), или миёк (кор. 미역). Имеет сладковатый привкус и обычно используется при приготовлении супов и салатов. В России салат из маринованной ундарии перистой известен под названием чука (中華), что в переводе с японского  обозначает «китайский» и в японском чука означает собирательное название блюд, пришедших в японскую кухню из Китая.

## Ареал
Хотя естественный ареал ундарии перистой находится в пределах холодных вод близ Китая, Кореи и Японии, с 1990-х её появление отмечено у Новой Зеландии, США, Франции, Великобритании, Испании, Италии, Аргентины и Австралии. Всемирная база инвазивных видов указывает вакамэ в первой сотне инвазивных видов.

## Использование

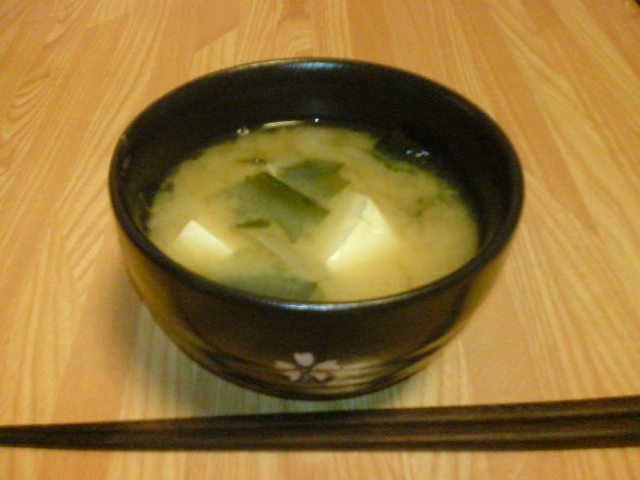
Суп мисо с тофу, вакамэ и зелёным луком

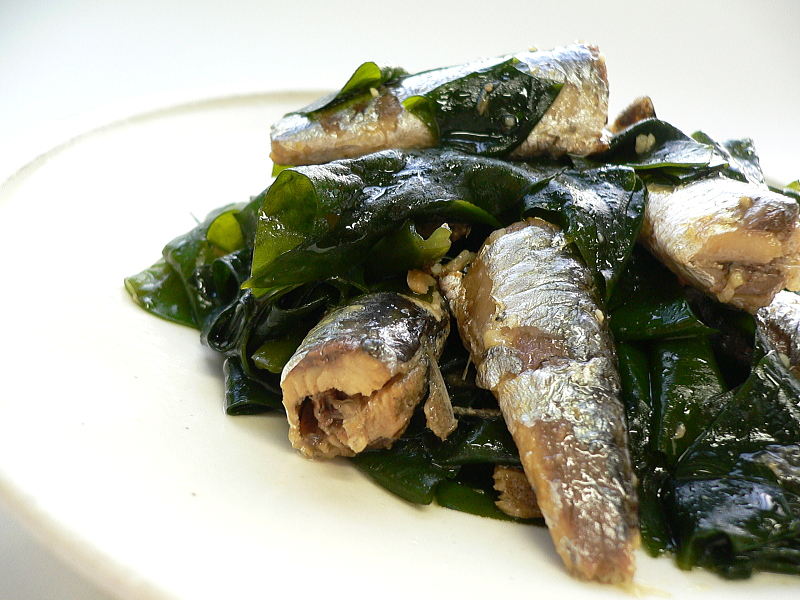
Японское блюдо с сардинами и вакамэ

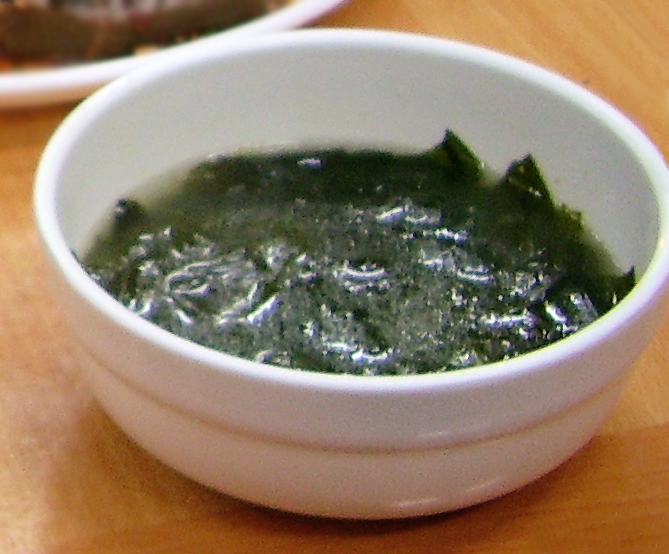
Миёккук, корейский суп с вакамэ

### Сбор и культивация
В Корее и Японии фермеры выращивали вакамэ сотни лет. Кроме Японии и Кореи, вакамэ с конца XX века культивируют во Франции, на плантациях близ Бретани. Дикую вакамэ собирают на Тасмании и продают в рестораны Сиднея.

### Использование в пищу
С 1960-х импортируемый из Японии в сухом виде вакамэ начали активно использовать в США. Она появилась в продуктовых магазинах благодаря движению макробиотики, а в 1970-х, с распространением моды на суси, стала известна всем слоям населения.
Скользкие листы вакамэ имеют зелёный цвет и нежный сладковатый вкус. Сушёные листы разрезают на мелкие кусочки, так как при приготовлении они сильно разбухают.
В Японии и Европе вакамэ хранят в сушёном или солёном виде. Главные блюда с вакамэ — мисосиру и миёккук, а также салаты с тофу. Вакамэ может подаваться в качестве закуски. Все эти блюда обычно поливают соевым соусом или уксусом.
Гома вакамэ, салат с водорослями, популярен в американских суси-барах. Буквально название означает «кунжутная вакамэ», так как вакамэ посыпают при приготовлении кунжутным семенем.
В Корее миёккук, суп с вакамэ, обычно употребляется недавно родившими женщинами из-за распространённого мнения о том, что эти водоросли содержат большое количество кальция и иода, полезных молодым матерям. Однако в 100 её граммах содержится всего 15 % суточной потребности кальция. Женщины зачастую едят этот суп и во время беременности. Миёккук подают на праздновании дней рождения в напоминание о том, что это первая еда, которую мать передала ребёнку через молоко.
В Китае суп с вакамэ называют кит. трад. 裙带菜, пиньинь qúndài cài, палл. цюньдай цай. Производство вакамэ сосредоточено у Даляня.
Вакамэ — богатый источник эйкозапентаеновой кислоты, одной из Омега-3 кислот. Её пищевая ценность — 400 мг/100 ккал, это один из самых питательных вегетарианских ингредиентов. Две столовые ложки вакамэ содержат около 7,5 килокалорий и 30 мг омега-3-кислоты. В ней также много тиамина и ниацина.
Исследователи из Университета Хоккайдо обнаружили в вакамэ фукоксантин, который способствует сжиганию жира. Опыты на мышах показали, что фукоксаницин инициирует выработку жиросжигающего белка UCP1, который аккумулируется в жировой ткани вокруг внутренних органов. У мышей, которых кормили фукоксаницином, было намного больше UCP1, чем у остальных.

### В восточной медицине
В восточной медицине вакамэ используется для общего оздоровления, очищения крови, улучшения кожи, волос, лечения репродуктивных органов и менструального цикла.